# うるし山千尋
うるし山 千尋（うるしやま ちひろ、1976年 - ）とは、日本の詩人。

## 経歴
鹿児島県肝属郡大根占町（現・錦江町）生まれ。宮崎大学卒業。鹿児島県在住。2006年、「とどまる海とフェリーの七編」を発表。翌年「半笑いの騎士たち」他14篇で南日本文学賞。2016年に、詩集『時間になりたい』（ジャプラン）で、現代詩花椿賞最終候補）。2021年「ライトゲージ」他14篇で南日本文学賞、第72回H氏賞を受賞。

## 作品リスト
- 『猫を拾えば』ジャプラン、2012年6月
- 『時間になりたい』ジャプラン、2016年11月
- 『ライトゲージ』七月堂、2021年12月